# Kishtwar Kailash
Der Kishtwar Kailash ist ein Berg im Kishtwar-Himalaya, einer Gebirgsregion im Westhimalaya im indischen Unionsterritorium Jammu und Kashmir.
Der 6451 m hohe vergletscherte Berg befindet sich im Kishtwar-Nationalpark im Distrikt Kishtwar.
Der Kishtwar Kailash liegt nördlich des Flusstals des Dharlang, einem rechten Nebenfluss des Chanab.
Der Kishtwar Kailash wurde am 9. Oktober 2013 von den beiden Briten Mick Fowler und Paul Ramsden erstbestiegen (2000 m Kletterstrecke ED, Scottish VI).